# A Little Hero
A Little Hero er en amerikansk stumfilm fra 1913 af George Nichols.